# 吉安市东固综合垦殖场
吉安市东固综合垦殖场是位于江西省吉安市青原区东固畲族乡境内的一家综合性农垦企业。2016年时，拥有职工1300余人，人口近5000人，场属企业13家。
前身是1957年在吉安东固山创建的“国营吉安地区东固山垦殖场”。1993年，开始同时使用“吉安地区双吉实业总公司”名称。2000年，移交吉安县。2003年，移交青原区。2010年，设立正科级事业单位——东固综合垦殖场管理区，实行场区合一建制，对外“两块牌子一套人马”。所辖区域以“东固垦殖场”之名，列为青原区下辖的一个类似乡级单位。

## 行政区划
下辖以下地区：
虚拟生活区。